# 1810 en santé et médecine
| Années de la santé et de la médecine : 1807 - 1808 - 1809 - 1810 - 1811 - 1812 - 1813    |
| Décennies de la santé et de la médecine : 1780 - 1790 - 1800 - 1810 - 1820 - 1830 - 1840 |

Cet article présente les faits marquants de l'année 1810 en santé et médecine.

## Événements
- 18 mai : promulgation de la première loi sanitaire vaudoise qui institue l’Hospice des aliénés[1].

## Publications
- Nicolas Appert publie sa technique de conservation des aliments par appertisation[2].
- Gaspard Laurent Bayle, Recherches sur la phtisie pulmonaire, Paris, 1810 (lire en ligne). L'auteur distingue six types de lésions pulmonaires correspondant à la tuberculose[3].
- René-Joseph Bertin, Traité de la maladie vénérienne chez les enfants..., Paris, 1810 (lire en ligne). Premier ouvrage sur la syphilis congénitale[4].
- (de) Samuel Hahnemann, Organon der rationnellen Heilkunde, Leipzig, 1810. Première édition de l'Organon, traité fondateur de l'homéopathie.

## Naissances
- 4 mars : William Griffith (mort en 1845), médecin, naturaliste et botaniste britannique.
- 11 août : Louis Tanquerel des Planches (mort en 1862), médecin et agronome français.
- 7 décembre : Theodor Schwann (mort en 1882), physiologiste, histologiste et cytologiste allemand.

## Décès
- 25 juillet : Esprit Calvet (né en 1728), médecin, physiocrate, archéologue et naturaliste français.